# إياس سمير الهاجري
إياس بن سمير بن إبراهيم الهاجري هو أكاديمي سعودي وعضو في مجلس الشورى السعودي منذ أن عُيِن بأمر ملكي في 3 ربيع الأول، 1438هـ الموافق لـ2 ديسمبر 2016م. عُيِن إياس الهاجري في قسم دعم الأعمال من شركة اتحاد الاتصالات موبايلي ورئيس مجلس إدارة الشركة الوطنية لدعم الأعمال وله مجموعة إصدارات من كتب وأوراق علمية منشورة في دوريات علمية عالمية. في بداية سنة 2015 عُيِّن إياس الهاجري رئيساً تنفيذياً لشركة غازكو (شركة الغاز والتصنيع الأهلية).

## الحياة التعليمية
تخرج من جامعة الملك سعود مع مرتبة الشرف في بكالوريوس هندسة الحاسب الآلي. ودرس الماجستير والدكتوراه في هندسة الحاسب الآلي من جامعة سيراكيوز في الولايات المتحدة الأمريكية عام 1417هـ. وكذلك ماجستير في إدارة الأعمال من معهد ماساتشوستس للتقانة في الولايات المتحدة الأمريكية.

## الحياة المهنية
- عضو مجلس الشورى اعتباراً من 3/3/1438هـ[2]
- الرئيس التنفيذي لدعم الأعمال في شركة اتحاد اتصالات موبايلي
- مدير عام مبيعات المشغلين في شركة اتحاد اتصالات موبايلي
- الرئيس التنفيذي لشركة الغاز والتصنيع الأهلية
- رئيس المجلس التنفيذي بشركة يونيكوم لأنظمة المعلومات

## عضويات المجالس واللجان
- عضو في لجنة الإنترنت الأمنية الدائمة والمشكلة بقرار مجلس الوزراء القاضي بإدخال خدمة الإنترنت للمملكة[2](من رجب 1418هـ إلى رمضان 1419 هـ)[6]
- عضو لجنة التجارة الإلكترونية في مدينة الملك عبد العزيز للعلوم والتقنية
- عضو في فريق الخطة الوطنية لتقنية المعلومات بمدينة الملك عبد العزيز للعلوم والتقنية
- مدير مركز أمن المعلومات، في وحدة خدمات الإنترنت بمدينة الملك عبد العزيز للعلوم والتقنية، في الفترة من رمضان 1419 هـ (بداية إنشاء الوحدة) إلى ذي الحجة 1422 هـ.
- مدير عام وحدة خدمات الإنترنت في مدينة الملك عبد العزيز للعلوم والتقنية من شهر ذي الحجة 1422 هـ وحتى الآن.
- عمل مستشاراً لعدد من المؤسسات الحكومية والتجارية.
- له العديد من المقالات الصحفية المنشورة كما شارك في عدد من الندوات والمحاضرات.
- حصل على شهادة الماجستير والدكتوراه في هندسة الحاسب الآلي من جامعة سيراكيوز في الولايات المتحدة الأمريكية في عام 1992م وعام 1996م على التوالي.
- حصل على شهادة البكالوريوس في هندسة الحاسب الآلي من جامعة الملك سعود عام 1988م.

## وصلات خارجية
- موقع مجلس الشورى السعودي الرسمي.
- معرض صور مجلس الشورى السعودي.